# Deukom
DEUKOM ist ein südafrikanisches Unternehmen, das die Übertragung von deutschsprachigem Fernsehen im südlichen Afrika sowie Telefon- (DEUtel) und Internetdienstleistungen (DEUnet) anbietet. 

## DEUKOM Television
Die Übertragung des deutschsprachigen Fernsehens findet seit dem 1. Mai 1996 via Satellit vor allem in Südafrika und Namibia statt. Am 11. April 2016 wurden Kunden von Deukom in Namibia informiert, dass in Zukunft in dem Land das deutschsprachige Fernsehen ausschließlich von Satelio vertrieben wird. Bestehende Kunden wurden auf Satelio umgestellt. In Südafrika nutzt Deukom seit Mai 2016 unter eigenem Namen ebenfalls ausschließlich das Angebot von Satelio.

### Fernsehsender
Stand: 5. Mai 2016
1. Das Erste HD
2. ZDF HD
3. 3sat HD
4. ARTE
5. DW-TV 24h German
6. RTL International HD
7. RTL II
8. Sat.1
9. ProSieben
10. VOX
11. n-tv
12. Kabel eins
13. Puls 4 Austria
14. RTL Nitro
15. Super RTL
16. Sixx
17. Jukebox
18. Euronews / auto motor und sport channel
19. Fix & Foxi TV / N24

### Hörfunkkanäle
Stand: 4. Mai 2016
1. Bayern 1
2. Bayern 3
3. Antenne Bayern
4. Hitradio Namibia (Free-to-Air)
5. Klassik Radio
6. Radio Paloma
7. Rock Antenne
8. harmony.fm
9. Radio ffn
10. Sunshine Live